# Boesenbergia roseopunctata
Boesenbergia roseopunctata là một loài thực vật có hoa trong họ Gừng. Loài này được (Ridl.) I.M.Turner mô tả khoa học đầu tiên năm 2000.